# Dovydas Giedraitis
Dovydas Giedraitis (Vilnius, Lituania, 17 de agosto de 2000) es un jugador de baloncesto internacional lituano. Juega de escolta y su actual equipo es el Žalgiris Kaunas de la Lietuvos Krepšinio Lyga lituana. Es hermano del también baloncestista Karolis Giedraitis e hijo del entrenador Andrius Giedraitis.

## Carrera deportiva
Es un jugador formado en el Ezerunas Moletai de su país natal. En 2017, llega a España para completar su formación en la cantera de Movistar Estudiantes, con el que jugaría la primera temporada en el equipo Sénior B del Júnior Masculino y acabaría la temporada en las filas del equipo de Liga EBA.
Durante la temporada 2018-19 forma parte del filial de Movistar Estudiantes, siendo el máximo anotador del equipo con un promedio de 19.5 puntos por partido.
En la jornada 25 de Liga Endesa de la temporada 2018-2019 frente al Kirolbet Baskonia, hace su debut oficial con el primer equipo a los 18 años, 7 meses y 14 días, disputando apenas 3 minutos.
En julio de 2021, firma por el Krepšinio klubas Lietkabelis de la Lietuvos Krepšinio Lyga lituana, cedido por una temporada por el Movistar Estudiantes.
El 25 de julio de 2022, firma en propiedad por el Žalgiris Kaunas de la Lietuvos Krepšinio Lyga.

## Internacionalidad
El base es internacional por las categorías inferiores de la Selección de baloncesto de Lituania, con las que disputaría en 2016 el Europeo Sub-16 en Radom (Polonia), más tarde el Mundial Sub-19 en El Cairo (Egipto) y en 2018 disputaría el Europeo Sub-18 en Letonia.

## Palmarés
- 2016. Lituania. Europeo Sub-16, en Radom (Polonia). Plata